# Colonia Santa Rosa (Salta)
Colonia Santa Rosa es una ciudad Argentina del departamento Orán, ubicada al noreste de la provincia de Salta. Posee una población de 16 328 hab. 
Fundada alrededor de 1935, es un conglomerado de campos de cultivo formados por inmigrantes españoles y sus descendientes. Está dentro del perímetro de la reserva de biosfera de las Yungas. Uno de sus principales fundadores fue Dn. Robustiano Manero inmigrante español.
Los primeros registros de este lugar son de 1853 y remiten a la finca Paja Colorada, propiedad de Benjamín García Ríos, luego a principios del siglo XX un grupo de colonos de origen español y griego llegó a la zona. Uno de ellos, Robustiano Manero, es considerado el fundador ya que parceló las tierras el 1 de abril de 1936. A estos primeros pobladores se sumaron indígenas de la etnia chiriguano-chané.
Es una importante zona de la región del Bermejo de cultivos hortícolas de primicia, y fruticultura de alto valor la cual se exporta: chirimoya, pomelo, limón, mango, papaya, banano, pimiento verde, tomate, sandía, zapallo, melón, frutilla, batata, mandioca y cafeto. Además aprovechamiento forestal de maderas nobles como: cedro, tipa, palo lanza, palo amarillo.

## Población
Cuenta con 21,426 habitantes (Indec, 2010), lo que representa un incremento del 87,7% frente a los 7,845 habitantes (Indec, 1991) del censo anterior.

La ciudad ha acogido a un gran número de inmigrantes españoles (especialmente andaluces), sirios, libaneses, griegos, rusos, paraguayos y bolivianos. Hacia 1960, los inmigrantes españoles y sus descendientes representaban más del 60% de la población de Colonia Santa Rosa. Sin embargo, hoy en día esta comunidad está muy reducida, pues la mayoría de sus descendientes volvió a España y muchos otros también inmigraron a otras provincias argentinas, principalmente a Buenos Aires.

## Sismicidad
La sismicidad del área de Salta es frecuente y de intensidad baja, y un silencio sísmico de terremotos medios a graves cada 40 años

## Parroquias de la Iglesia católica en Colonia Santa Rosa
| Diócesis  | Nueva Orán         |
| --------- | ------------------ |
| Parroquia | Santa Rosa de Lima |